# Dance, Dance, Dance (Yowsah, Yowsah, Yowsah)
Dance, Dance, Dance (Yowsah, Yowsah, Yowsah) è un singolo del gruppo musicale statunitense Chic, pubblicato nel 1977 ed estratto dall'album Chic.

## Tracce
- 7"

1. Dance, Dance, Dance (Yowsah, Yowsah, Yowsah) (7" Edit)
2. São Paulo

## Classifiche
| Classifica (1977) | Posizione raggiunta |
| ----------------- | ------------------- |
| Regno Unito       | 6                   |